# 特约记者
特约记者（英語：Stringer），又译特约通讯员，是指持续向新闻机构提供报道、照片或视频的自由撰稿记者、通讯员和摄影、摄像师，按每件已出版或广播的作品单独获得报酬。
作为自由职业者，特约记者或通讯员通常没有固定工资，工作量和类型通常由他们自行决定。特约记者通常与多个新闻机构保持着持续的关系，当报道机会出现时，他们会向这些机构提供有关特定主题或地点的内容。

## 术语
该术语通常仅限于新闻业行话。在印刷或广播中，特约记者有时被称为通讯员（英語：correspondent）或撰稿人（英語：contributor）。
这一术语的英文来源于细绳（英語：string）。《牛津英语词典》中对该词的解释是，串字工是将单词串在一起的人。一些报纸曾经按照自由记者生成的印刷文本的英寸数向他们支付报酬，并且他们使用绳子来衡量和计费他们的工作。
记者或摄影师可以以多种不同的身份和不同程度的规律性为新闻机构“串线”，因此该组织与串线者之间的关系通常非常松散。当记者或摄影师难以快速到达突发新闻报道的地点时，较大的新闻机构通常依靠当地特约记者提供快速的场景描述、引述或照片。大多数电视新闻机构和一些印刷出版物都大量使用特约记者来拍摄视频片段、照片和采访。

## 人物
毛泽东曾于1920年代担任《大公报》的特约记者，除进行动态性报道外，还发表了关于湖南自治运动的政论文章10篇。
《人民日报》历史上的特约记者包括中共党内老干部李锐、熊复、吴象，作家萧乾、刘白羽、杨朔、魏巍、方纪、康濯、黄钢、徐迟以及改革元老高尚全。1978年11月16日，《人民日报》发表本报特约记者高尚全文章《按照客观规律发展农业》，对几十年计划经济体制时期的以粮为纲提出质疑。